# Cratere Hapei
Hapei  è un cratere sulla superficie di Venere.